# Arbetsträning
Arbetsträning innebär att någon under en tid besöker en arbetsplats och deltar i verksamheten. Deltagaren ska få möjlighet att i anpassad form och under handledning genomföra arbetsuppgifter utan krav på produktivitet.
Arbetsträning behöver inte vara att lära sig specifika arbetsuppgifter. Det kan handla om att delta i en arbetssituation, till exempel att umgås med arbetskamrater, samt bekanta sig med krav och förväntningar som finns på en arbetsplats.